# Rolls-Royce V-8

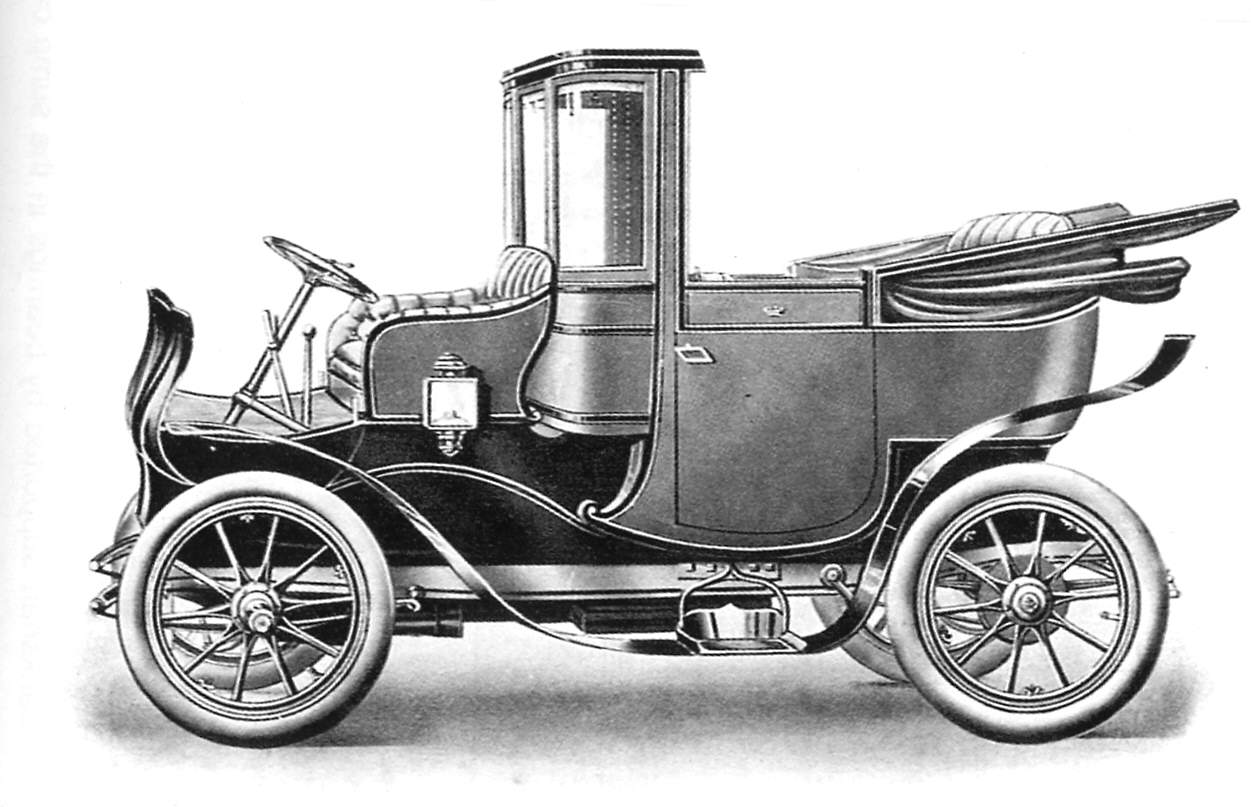
El V-8 con una carrocería Landaulet par Excellence.

El Rolls-Royce V-8 fue un coche producido por Rolls-Royce en 1905 con la intención de competir con los entonces populares coches eléctricos urbanos.
Claude Johnson, socio de negocios de C. S. Rolls sugirió que habría un mercado para un coche con motor de combustión interna que pudiera codearse en el mercado de los coches eléctricos. Para ello deberían ser silencios, libre de vibraciones y sin emisión de humos. El motor también debería estar montado bajo el vehículo para dar la apariencia de berlina (brougham) urbana así que se necesitaba que fuera muy poco profundo. 
Para competir con los primeros coches eléctricos, el motor fue un diseño completamente nuevo con la suavidad y silencio como las máximas prioridades, con la potencia como una consideración secundaria. La producción del Rolls-Royce V8 se anticipó en una década al primer motor V8 de producción en masa de Cadillac, y tres años después de que Leon Levavasseur construyera el verdadero primer motor V-8 de cualquier tipo, con su patentado motor de aviación de refrigeración líquida Antoniette 8V, también pionero en la inyección directa de gasolina para sus sistema de inducción.
Henry Royce diseñó el motor en forma de a 90-grados, de válvulas laterales, de 3.535 cc, V-8. Para reducir la emisión de gases el entonces común sistema de lubricación por goteo fue remplazado por un sistema a presión. La potencia también parece haber sido limitada para maximizar la suavidad en su funcionamiento.
Se propusieron dos carrocerías, un Landaulet par Exellence para atacar el mercado del coche eléctrico urbano y el Legalimit. En realidad, el Legalimit podía viajar a 26 mph (41,8 km/h) pero el motor fue regulado para no exceder el límite de velocidad legal en ese momento en Gran Bretaña que era de 20 mph (32,2 km/h). 
El Legalimit tenía el motor montado convencionalmente en la parte delantera pero bajo de un capó muy bajo. Solo se vendió un ejemplo del V-8, un Legalimit (chasis número 40518) para Sir Alfred Harmsworth. Este fue posteriormente recuperado por la fábrica. Todos los tres coches construidos parece que fueron utilizados como coches oficiales o para visitas de los clientes. Rolls ordenó tres chasis más para ser entregados en 1906 pero no existe evidencia de que estos coches nunca fueran construidos.
Aunque el coche no puede ser juzgado como un éxito, se aprendieron algunas lecciones del diseño del motor que más tarde serían utilizadas en los modelos de seis-cilindros que ayudaron a establecer el nombre de Rolls-Royce.
El V-8 de 1905 es el único modelo de coche fabricado por Rolls-Royce del que no han sobrevivido ejemplares. Aunque ninguno sobrevivió, Rolls-Royce por lo menos emergió como el primero en concebir un coche de pasajeros diseñado desde un principio como un V-8.